# جورج إلا
جورج إلا هو فلاح وسياسي أمريكي، ولد في 11 أكتوبر 1868، وتوفي في 13 فبراير 1957. نشط حزبياً في الحزب الجمهوري. وقد انتخب عضو جمعية ولاية ويسكونسن ‏.